# Armando Ortiz Abellán
Armando Ortiz Abellán (Murcia, 22 de septiembre de 1990) más conocido como Armando, es un futbolista español que juega de centrocampista en el Fútbol Club La Unión Atlético de la Segunda Federación.

## Trayectoria
Natural de Santiago y Zaraíche, su carrera deportiva la comenzó en 2009 en las filas del CD Plus Ultra de la pedanía murciana de Llano de Brujas, donde jugó durante tres temporadas en la Tercera División de España. 
En julio de 2012, firmó con la La Hoya Lorca CF de la Segunda División B de España, donde jugó durante dos temporadas.
El 8 de agosto de 2014, firma por el Real Jaén CF de la Segunda División B de España. Tan solo dos semanas más tarde, rescinde su contrato con el conjunto jienense y firma por el Real Murcia Club de Fútbol de la Segunda División B de España.
El 8 de agosto de 2018, renueva su contrato como jugador del Real Murcia Club de Fútbol.
En diciembre de 2019, lograría la Copa Federación con el conjunto murcianista.
En la temporada 2020-21, Armando es cedido al Hércules CF de la Segunda División B de España.
Tras regresar de su cesión, en las siguientes temporadas sería capitán del Real Murcia Club de Fútbol, tanto en Segunda como en Primera Federación.
En la temporada 2023-24, tras salir del Real Murcia CF, firma por el Orihuela CF de la Segunda Federación.
El 1 de febrero de 2024, firma por la U. E. Cornellà de la Primera Federación.
El 7 de julio de 2024, firma por el Fútbol Club La Unión Atlético de la Segunda Federación.

## Clubes
| Club                             | País   | Año       |
| -------------------------------- | ------ | --------- |
| CD Plus Ultra                    | España | 2019-2012 |
| La Hoya Lorca CF                 | España | 2012-2014 |
| Real Jaén CF                     | España | 2014      |
| Real Murcia Club de Fútbol       | España | 2014-2023 |
| Hércules Club de Fútbol (cedido) | España | 2020-2021 |
| Orihuela Club de Fútbol          | España | 2023-2024 |
| Unió Esportiva Cornellà          | España | 2024      |
| Fútbol Club La Unión Atlético    | España | 2024-act. |